# Chelonus corvulus
Chelonus corvulus är en stekelart som beskrevs av Marshall 1885. Chelonus corvulus ingår i släktet Chelonus och familjen bracksteklar. Inga underarter finns listade i Catalogue of Life.